# Zaidu Sanusi
Zaidu Sanusi (ur. 13 czerwca 1997 w Lagos) – nigeryjski piłkarz występujący na pozycji obrońcy w portugalskim klubie FC Porto oraz w reprezentacji Nigerii. Wychowanek Jega United, w trakcie swojej kariery grał także w takich zespołach, jak Gil Vicente, SC Mirandela oraz CD Santa Clara.